# Porto Rico nos Jogos Pan-Americanos de 2019
Porto Rico competiu nos Jogos Pan-Americanos de 2019 em Lima, Peru, de 26 de julho a 11 de agosto de 2019.
Em 19 de junho de 2019, o lutador Franklin Gómez foi nomeado o porta-bandeira do país na cerimônia de abertura.
A equipe de Porto Rico consistiu em 244 atletas.
Originalmente, Porto Rico ganhou a medalha de ouro na competição de duplas masculinas do boliche, porém Jean Perez, membro da equipe, testou positivo para clortalidona, um diurético banido. A Comissão Disciplinar da Panam Sports anunciou o teste positivo no dia do encerramento dos Jogos (11 de agosto de 2019). Como consequência, a equipe porto-riquenha perdeu o ouro, que ficou com os Estados Unidos.

## Atletas
Abaixo está a lista do número de atletas (por gênero) participando dos jogos por esporte/disciplina.
| Esporte              | Masculino | Feminino | Total |
| -------------------- | --------- | -------- | ----- |
| Basquetebol          | 16        | 12       | 28    |
| Beisebol             | 24        | 0        | 24    |
| Boliche              | 2         | 2        | 4     |
| Boxe                 | 2         | 0        | 2     |
| Canoagem             | 2         | 1        | 3     |
| Ciclismo             | 2         | 0        | 2     |
| Esgrima              | 3         | 0        | 3     |
| Golfe                | 1         | 0        | 1     |
| Handebol             | 14        | 14       | 28    |
| Hipismo              | 1         | 0        | 1     |
| Judô                 | 2         | 2        | 4     |
| Levantamento de peso | 3         | 2        | 5     |
| Lutas                | 3         | 2        | 5     |
| Polo aquático        | 11        | 11       | 22    |
| Remo                 | 1         | 1        | 2     |
| Saltos ornamentais   | 1         | 0        | 1     |
| Softbol              | 0         | 15       | 15    |
| Surfe                | 4         | 1        | 5     |
| Taekwondo            | 6         | 4        | 10    |
| Tênis de mesa        | 3         | 3        | 6     |
| Tiro com arco        | 1         | 1        | 2     |
| Tiro esportivo       | 6         | 4        | 10    |
| Vela                 | 3         | 2        | 5     |
| Voleibol             | 12        | 12       | 24    |
| Total                | 122       | 89       | 211   |